# Klaus Magnus
Klaus Magnus (* 28. Juli 1936 in Gumbinnen) ist ein deutscher Grafiker und Zeichner.

## Leben und Werk
Magnus kam mit seiner Familie 1945 in der Folge des Zweiten Weltkriegs aus Ostpreußen in die Sowjetische Besatzungszone. Von 1951 bis 1954 absolvierte er in Greifswald eine Lehre als Schaufensterdekorateur. Danach besuchte er bis 1957 die Arbeiter-und-Bauern-Fakultät für Bildende Kunst an der Hochschule für Bildende Künste Dresden (HfBK), wo er das Abitur erwarb. Von 1957 bis 1962 studierte er bei Max Schwimmer und Hans Theo Richter an der HfBK.
Von 1962 bis 1964 arbeitete Magnus als freischaffender Künstler in Hildburghausen. Der später bedeutende Kupferstecher Baldwin Zettel nahm bei ihm Zeichenunterricht. Von 1964 bis 1966 war Magnus an der HfBK Aspirant bei Hans Theo Richter, dann bis 1969 dessen Meisterschüler an der Akademie der Künste der DDR. Anschließend arbeitete er freischaffend in Neuhaus-Schierschnitz, von 1975 bis 1985 in Berlin und bis 1990 in Wölfershausen. Magnus war bis 1990 Mitglied des Verbands Bildender Künstler der DDR. Er gehörte zu den bedeutendsten Grafikern und Zeichnern der DDR. Nachdem er in den 1960er Jahren mit Porträts bekannt wurde leistete er mit seinen Berliner Häuserbildern neben Konrad Knebel und Hans-Otto Schmidt „einen spezifischen Beitrag zur Ikonographie des Stadtgesichts … Magnus Liebe gehört seit den siebziger Jahren dem gründerzeitlichen Berlin. Er porträtiert Häuserfassaden … lässt das zernarbte Steinwerk vom Werden und Vergehen erzählen. Zwar stellt er es mit penibler Übergenauigkeit vor, verfällt aber nirgends in kalten Verismus.“
Magnus betätigte sich auch als Buch-Illustrator. Er hatte in der DDR eine bedeutende Zahl von Einzelausstellungen und Ausstellungsbeteiligungen, u. a. von 1967 bis 1988 von der VI. Deutschen Kunstausstellungen bis zur X. Kunstausstellung der DDR in Dresden. 
Nach der deutschen Wiedervereinigung löste Magnus seine Druckwerkstatt auf und zog 1990 nach Bonn und dann nach Fulda. Als Zeichner und Aquarellist schuf er nun insbesondere Landschaftsbilder und Naturstillleben. Einer seiner wichtigsten Arbeiten ist ein Werkkomplex zu Shakespeares Königsdramen, darunter der Zyklus King Lear. Außerdem schuf er eine Vielzahl von Objekten und figürlichen Arbeiten, darunter filigrane Mobiles.
Magnus unternahm eine große Zahl von Studienreisen ins Ausland. In Fulda war er über viele Jahre künstlerischer Begleiter der Kinder-Akademie.
Magnus war mit der Malerin und Grafikerin Marlene Magnus verheiratet.
Arbeiten Magnus’ sind im Kunsthandel präsent.

## Werke in Öffentlichen Sammlungen und Museen
- Berlinische Galerie
- Kunstsammlung des Bezirks Berlin-Pankow
- Kupferstichkabinett Dresden
- Otto-Dix-Haus Gera
- Germanisches Nationalmuseum Nürnberg
- Winckelmann-Museum Stendal

## Einzelausstellungen (vermutlich unvollständig)
- 2014: Jena, Romantikerhaus („Literarische Berührungen. Farbzeichnungen, Grafik, Objekte“)
- 2016: Berlin-Pankow, Galerie Atelier Pohl (mit Sabina Grzimek)
- 2017: Fulda, Kinder-Akademie („Klaus Magnus … nicht nur Schwarz. Lithografien, Radierungen, Zeichnungen, Skizzen und Objekte“)[2]

## Buchillustrationen (unvollständig)
- Ernst Adler (Hrsg.): Mit Muscheln fängt man Tintenfische . Legenden, Sagen und Tiermärchen aus der Inselwelt des stillen Ozeans. Alfred Holz Verlag, Berlin, 1970
- Ernst Adler (Hrsg.): Märchen der Südsee. Fischer Taschenbuch Verlag, Frankfurt/Main, 1976
- Johannes Bobrowski: Die Erzählungen. Union Verlag, Berlin, 1979 (mit weiteren Illustratoren)
- Clemens Brentano: Das Märchen von Gockel und Hinkel. Verlag der Nation, Berlin, 1988